# Liste der Synagogen in Deutschland
Die Liste der Synagogen in Deutschland enthält die in der Gegenwart als Synagogen genutzten Sakralbauten in Deutschland.
Nicht aufgelistet sind Synagogen, die ehemals als solche gedient haben oder die zu anderen als ausschließlich religiösen Zwecken genutzt werden. Betsäle sind ebenfalls nicht aufgeführt.
2013 gab es in der Bundesrepublik Deutschland 99 Synagogen und 31 Gebetssäle.
Vor dem Zweiten Weltkrieg gab es etwa 2800 Synagogen und Betstuben in Deutschland. Tausende historische Synagogen Deutschlands wurden während der Novemberpogrome 1938 durch Brandstiftung vernichtet oder im Laufe der Kriegsjahre bis 1945 zerstört. Bislang wurden nur wenige Synagogen wiederaufgebaut, häufig gab es deutlich kleinere Ersatzneubauten oder gar keine Synagoge in der betroffenen Stadt bzw. dem Stadtteil mehr.

## Listen der deutschen Bundesländer

### Baden-Württemberg
| Bild | Name                                          | Stadt bzw. Gemeinde  | Lage | Baujahr bzw. Inbetriebnahme                              | Ausrichtung            | Bemerkung/Zerstörung/Vorherige Nutzung                                       |
| ---- | --------------------------------------------- | -------------------- | ---- | -------------------------------------------------------- | ---------------------- | ---------------------------------------------------------------------------- |
|      | Synagoge und Gemeindezentrum Hospitalstraße   | Stuttgart            | Lage | 1952                                                     | ?                      | Die 1861 gebaute Vorgängersynagoge am gleichen Standort wurde 1938 zerstört. |
|      | Synagoge Werderstraße                         | Baden-Baden          | Lage | 1956                                                     | ?                      | Wurde in einem Gebäude von 18xx eingerichtet                                 |
|      | Synagoge und Gemeindezentrum Im Heppächer     | Esslingen            | Lage | 1819–1938, seit 2012 wieder Synagoge und Gemeindezentrum | ?                      | Das frühere Zunfthaus der Schneider wurde 1819 zur Synagoge umgebaut.        |
|      | Synagoge und Gemeindezentrum F3               | Mannheim             | Lage | 1987                                                     | Einheitsgemeinde       |                                                                              |
|      | Synagoge und Gemeindezentrum Häusserstraße    | Heidelberg           | Lage | 1994                                                     | ?                      | Neubau                                                                       |
|      | Synagoge und Gemeindezentrum Knielinger Allee | Karlsruhe            | Lage | 1971                                                     | Einheitsgemeinde       | Neubau                                                                       |
|      | Neue Synagoge                                 | Lörrach              | Lage | 2008                                                     | ?                      |                                                                              |
|      | Synagoge und Gemeindezentrum Nußmannstraße    | Freiburg im Breisgau | Lage | 1987                                                     | orthodox               | Neubau                                                                       |
|      | Synagoge Emilienstraße                        | Pforzheim            | Lage | 2006                                                     | ?                      | Neubau                                                                       |
|      | Synagoge Landvogtei                           | Emmendingen          | Lage | 1999                                                     | orth. Einheitsgemeinde | Neubau                                                                       |
|      | Synagoge und Gemeindezentrum Ulm              | Ulm                  | Lage | 2012                                                     | Orthodox               | Neubau                                                                       |
|      | Synagoge Sigismundstraße                      | Konstanz             | Lage | 2019                                                     | ?                      | Neubau                                                                       |

### Bayern
| Bild                   | Name                                                | Stadt bzw. Gemeinde     | Lage | Baujahr bzw. Inbetriebnahme        | Ausrichtung                                      | Bemerkung / Zerstörung / Vorherige Nutzung |
| ---------------------- | --------------------------------------------------- | ----------------------- | ---- | ---------------------------------- | ------------------------------------------------ | --- |
|                        | Synagoge Ansbach                                    | Ansbach                 | Lage | 1744–46 errichtet, 1746 eingeweiht | ?                                                | Bis 1737 standen an Stelle der Synagoge eine Judenschule und ein Privathaus, die Leopoldo Retti zu einem Bau zusammenfasste und 1744–46 daraus die Synagoge schuf. 1938 wurden Teile der Inneneinrichtung durch zwei SA-Männer zerstört und in Brand gesetzt. Nach 1945 entstand in Ansbach keine jüdische Gemeinde mehr. 1964 wurde die Synagoge daher zu einem musealen und symbolischen Gotteshaus erklärt. |
|                        | Synagoge Amberg                                     | Amberg                  | Lage | 1897 eingeweiht                    | ?                                                | 1896 erwarb die jüdische Gemeinde Amberg das Haus Salzgasse 5, das am 12. Januar 1897 als Synagoge eingeweiht wurde. 1938 wurde die Inneneinrichtung durch Amberger SA-Männer zerstört. Seit 1945 ist das Gebäude wieder Synagoge der jüdischen Gemeinde Amberg, die 129 Mitglieder hat (2012). |
|                        | Synagoge und Gemeindezentrum Halderstraße           | Augsburg                | Lage | 1917 / 1963                        | ?                                                | Gebäude besteht schon seit 1917 als Synagoge. In der Reichspogromnacht wurde Feuer gelegt, bei dem die Einrichtung vernichtet wurde. 1963 neu zur Synagoge ausgebaut. |
|                        | Gemeindehaus mit Synagogenraum                      | Bad Kissingen           | Lage | 1956 umgebaut                      | ?                                                | Gebäude wurde 1902 ursprünglich als Gemeindehaus gebaut und befindet sich neben dem Bauplatz der 1938 zerstörten Synagoge. |
|                        | Gemeindezentrum mit Synagoge Willy-Lessing-Straße   | Bamberg                 | Lage | 2005                               | ?                                                | Wurde in einem älteren Gebäude eingerichtet. |
|                        | Synagoge Bayreuth                                   | Bayreuth                | Lage | 1760 / 1965 umgebaut               | ?                                                | Inneneinrichtung wurde am 10. November 1938 zerstört. 1945 wiedereröffnet. |
|                        | Synagoge Hallemannstraße                            | Fürth                   | Lage | 1868                               | ?                                                | Ende des 19. Jh. als Synagoge eines Waisenhauses errichtet. Synagoge wurde in der Pogromnacht beschädigt. 1967 Wiedereinweihung. |
|                        | Synagoge und Gemeindezentrum Jakobsplatz            | München                 | Lage | 2006                               | orthodox                                         | |
|                        | Synagoge der Israelitischen Kultusgemeinde Nürnberg | Nürnberg                | Lage | 1984                               | Einheitsgemeinde                                 | |
|                        | Synagoge der Jüdischen Orthodoxen Gemeinde Nürnberg | Nürnberg                | Lage | 2010                               | orthodox                                         | |
| Synagoge in Regensburg | Synagoge am Brixener Hof                            | Regensburg              | Lage | 2019                               | orthodox                                         | Durch den Zuzug nach dem Zerfall der Sowjetunion war die Regensburger Gemeinde zu groß geworden für den seit 1945 genutzten, 1938 nicht zerstörten Betsaal unweit der 1938 zerstörten Synagoge. 2019 wurde der Neubau der Synagoge auf dem Grundstück der zerstörten Synagoge eingeweiht. |
|                        | Synagoge Straubing                                  | Straubing               | Lage | 1907                               | ?                                                | Am 10. November 1938 wurde die Synagoge in Brand gesetzt, Inventar wurde zerstört. Äußeres Erscheinungsbild blieb erhalten. 1946 wieder eröffnet. |
|                        | Synagoge mit Gemeindezentrum Valentin-Becker-Straße | Würzburg                | Lage | 1970                               | ?                                                | Neubau |
|                        | Synagoge Ringstraße                                 | Weiden in der Oberpfalz | Lage | 1889                               | Masorti-Bewegung (Masorti Deutschland), egalitär | Am 10. November 1938 wurde die Inneneinrichtung zerstört. 1945 wieder eröffnet. |

### Berlin
| Bild | Name                                     | Stadt bzw. Gemeinde      | Lage                                                                                          | Baujahr bzw. Inbetriebnahme | Ausrichtung                | Bemerkung / Zerstörung / Vorherige Nutzung |
| ---- | ---------------------------------------- | ------------------------ | --------------------------------------------------------------------------------------------- | --------------------------- | -------------------------- | --- |
|      |                                          | Berlin, Hohenschönhausen | Berliner Straße 91 (seit den 1980er Jahren Konrad-Wolf-Straße) auf einem ehemaligen Hinterhof | 1935                        | ?                          | Die kleine Synagoge wurde 1935 eingeweiht und diente den rund 150 jüdischen Bewohnern für ihre Gottesdienste. Sie wurde höchstwahrscheinlich aus bäuerlichen Nebengebäuden hergerichtet. Bei den nationalsozialistischen Ausschreitungen im Jahr 1938 wurde sie nicht zerstört, die Juden durften das kleine Haus jedoch nicht weiter benutzen. – Erst mit der beginnenden Neubautätigkeit in Berlin-Alt-Hohenschönhausen in den 1970er Jahren wurden die Mauerreste abgeräumt. Die Stadt ließ am Standort der Synagoge eine Gedenktafel an einem Findling anbringen. (Siehe Bild) |
|      | Synagoge Beth Zion                       | Berlin                   | Lage                                                                                          | 2005                        | orthodox                   | Eine der letzten erhaltenen privaten Hofsynagogen Berlins. 1910 für die jüdisch-orthodoxe Beth-Zion-Gemeinde erbaut und 1938 von Nationalsozialisten demoliert. 2005 wurde sie neu eingeweiht und ist nun Teil einer Talmud-Thora-Schule. Außerdem dient sie als Synagoge der Gemeinde Kahal Adass Jisroel |
|      | Synagoge Fasanenstraße                   | Berlin                   | Lage                                                                                          | 1959                        | liberal                    | Neubau. Am Standort befand sich eine durch die Nazis am 9. November 1938 in Brand gesteckte und geplünderte Synagoge von 1912. Ruinen wurden 1958 für den Neubau abgerissen. |
|      | Synagoge Fraenkelufer                    | Berlin                   | Lage                                                                                          | 1959                        | konservativ                | Synagoge wurde im Nebengebäude von 1916 der 1938 zerstörten Synagoge eingerichtet. |
|      | Synagoge Joachimsthaler Straße           | Berlin                   | Lage                                                                                          | 1938                        | aschkenasisch-orthodox     | 1938 keine Zerstörung. |
|      | Synagoge im Jüdischen Krankenhaus        | Berlin                   | Lage                                                                                          | 1914                        | ?                          | Gebäude wurde 2002 als Synagoge wiederhergestellt, der Ursprungsbau datiert von 1914. |
|      | Synagoge Münstersche Straße              | Berlin                   | Lage                                                                                          | 2007                        | orthodox / chassidisch     | Synagoge der Chabad |
|      | Synagoge Oranienburger Straße            | Berlin                   | Lage                                                                                          | 1866                        | reform (egalitärer Minjan) | Neue Synagoge (http://www.jg-berlin.org/judentum/synagogen/oranienburger-strasse.html) |
|      | Synagoge Pestalozzistraße                | Berlin                   | Lage                                                                                          | 1912                        | liberal                    | 1938 minimal beschädigt. 1947 wieder eröffnet. |
|      | Synagoge Rykestraße                      | Berlin                   | Lage                                                                                          | 1904                        | liberal-konservativ        | 1938 wegen engbebauter Innenstadtlage nur minimal beschädigt. 1953 wieder eröffnet. Größte Synagoge Deutschlands. |
|      | Synagoge Sukkat Schalom, Herbartstraße   | Berlin                   | Lage                                                                                          | 1981                        | reform (egalitärer Minjan) | Neubau |
|      | Synagoge Sukkat Schalom, Hüttenweg       | Berlin                   | Lage                                                                                          | 1999                        | reform (egalitärer Minjan) | im ehemaligen interreligiösen Zentrum der US-Truppen (umgezogen in die Herbartstraße) |
|      | Synagoge Tiferet Israel, Passauer Straße | Berlin                   | Lage                                                                                          | 2006                        | sefardisch-orthodox        | |
|      | Synagoge Tucholskystraße                 | Berlin                   | Lage                                                                                          | ?                           | orthodox                   | Synagoge der Gemeinde ADASS JISROEL |

### Brandenburg
| Bild | Name                     | Stadt bzw. Gemeinde      | Lage | Baujahr bzw. Inbetriebnahme                                                                        | Ausrichtung | Bemerkung / Zerstörung / Vorherige Nutzung |
| ---- | ------------------------ | ------------------------ | ---- | -------------------------------------------------------------------------------------------------- | ----------- | --- |
|      | Oranienburg              | Havelstraße 10           | 1838 | kleine Synagoge                                                                                    |             | Der Synagoge waren eine Mikwe und eine jüdische Schule mit Lehrerwohnung angeschlossen. Die Gemeinde wurde 1920 mit der jüdischen Gemeinde Berlin zusammengeschlossen, die Synagoge in Oranienburg blieb als Bethaus erhalten. Während des Novemberpogroms 1938 wurde das Gotteshaus unter Leitung der SA-Standarte 208 beschädigt. Die Juden wurden vertrieben. Das reparierte Gebäude diente ab 1939/1940 der Oranienburger Baptistengemeinde; bei einem Bombenangriff im Jahr 1944 wurde es vollständig zerstört. Die baulichen Reste beseitigte man nach dem Kriegsende. Die Stadtverwaltung von Oranienburg ließ nahe dem früheren Synagogenstandort in der Havelstraße 1988 eine Bronzegedenktafel an einer freistehenden Mauer anbringen, die folgende Inschrift trägt: „Zum Gedenken an die jüdischen Opfer der Nazibarbarei./ Hier befand sich das Bethaus der Jüdischen Gemeinde Oranienburg. / Es wurde am 9.11.1938 von Faschisten geschändet und bei einem Bombenangriff auf die Stadt Oranienburg zerstört.“ |
|      | Synagogenzentrum Potsdam | Potsdam                  | Lage | (im Bau seit 2021)                                                                                 | ?           | Fertigstellung I. Quartal 2024 |
|      | Synagoge Cottbus         | Cottbus                  | Lage | Die Synagoge der Jüdischen Gemeinde Cottbus wurde 2015 in der ehemaligen Schlosskirche eingeweiht. | Orthodox    | 2015 |
|      | Jüdisches Gemeindehaus   | Brandenburg an der Havel | Lage | Das Jüdische Gemeindehaus wird als Synagoge der Jüdischen Gemeinde der Stadt genutzt               |             | |

### Bremen
| Bild | Name                                | Stadt bzw. Gemeinde | Lage | Baujahr bzw. Inbetriebnahme | Ausrichtung      | Bemerkung / Zerstörung / Vorherige Nutzung                                   |
| ---- | ----------------------------------- | ------------------- | ---- | --------------------------- | ---------------- | ---------------------------------------------------------------------------- |
|      | Synagoge und Gemeindezentrum Bremen | Bremen              | Lage | 1961                        | Einheitsgemeinde | Neubau. Am Standort wurde am 10. November 1938 eine Synagoge niedergebrannt. |
|      | Synagoge Bremerhaven                | Bremerhaven         |      |                             |                  | Zuvor war das Gebäude eine Kirche für Angehörige der US-Armee                |

### Hamburg
| Bild | Name                                 | Stadt bzw. Gemeinde | Lage | Baujahr bzw. Inbetriebnahme | Ausrichtung | Bemerkung / Zerstörung / Vorherige Nutzung |
| ---- | ------------------------------------ | ------------------- | ---- | --------------------------- | ----------- | ------------------------------------------ |
|      | Synagoge und Gemeindezentrum Hamburg | Hamburg             | Lage | 1960                        | orthodox    | Neubau                                     |

### Hessen
Siehe auch Liste der Synagogen in Hessen mit allen ehemaligen Synagogen.
| Bild | Name                                       | Stadt bzw. Gemeinde | Lage                          | Baujahr bzw. Inbetriebnahme | Ausrichtung      | Bemerkung / Zerstörung / Vorherige Nutzung |
| ---- | ------------------------------------------ | ------------------- | ----------------------------- | --------------------------- | ---------------- | --- |
|      | Westend-Synagoge                           | Frankfurt am Main   | Lage                          | 1910                        | Einheitsgemeinde | In der Nacht zum 10. November 1938 wurde das Innere der Synagoge verwüstet, gelegtes Feuer konnte gelöscht werden. 1946 wiedereröffnet. Als einzige von vier Synagogen überstand sie schwer beschädigt die Pogrome 1938 und den Zweiten Weltkrieg. 1950 provisorisch wiedereingeweiht, 1989 bis 1994 originalgetreu restauriert. |
|      | Synagoge Baumweg                           | Frankfurt am Main   | Lage                          | 1947                        | Einheitsgemeinde | Als Moritz und Johanna Oppenheimsche Kindergarten für Israeliten und Synagoge 1906 eingeweiht, 1938 geschlossen, 1947 als Synagoge wiedereingeweiht. |
|      | Synagoge Bornheimer Landwehr               | Frankfurt am Main   | Lage                          | 1977                        | Einheitsgemeinde | Altenzentrum mit Synagoge; Neubau |
|      | Synagoge der Henry und Emma Budge-Stiftung | Frankfurt am Main   | Lage                          | 2003                        | Einheitsgemeinde | Synagoge im Altenzentrum; Neubau |
|      | Synagoge Bad Nauheim                       | Bad Nauheim         | Lage                          | 1929                        | ?                | Am 10. November 1938 wurden die Fensterscheiben eingeschlagen, Möbel wurden zerstört, gelegtes Feuer konnte gelöscht werden. 1945 wiedereröffnet. |
|      | Neue Synagoge                              | Offenbach am Main   | Lage                          | 1956                        | ?                | Neubau. 1997 bis 1998 erweitert |
|      | Synagoge Friedrichstraße                   | Wiesbaden           | Lage                          | 1966                        | ?                | Der Neubau ersetzte die orthodoxe Synagoge von 1897. |
|      | Synagoge Liebigstraße                      | Marburg             | Lage                          | 2005                        | ?                | Wurde in einem älteren, bestehenden Gebäude eingerichtet. |
|      | Synagoge Bremer Straße                     | Kassel              | Lage                          | 2000                        | ?                | Neubau. Steht unweit der 1938 zerstörten Synagoge von 1838. |
|      | Synagoge Burggraben                        | Gießen              | Lage                          | 1995                        | ?                | Synagoge wurde ursprünglich 1855 in Wohra gebaut und 1995 umgesetzt. |
|      | Synagoge Wilhelm-Glässing-Straße 26        | Darmstadt           | Lage                          | 1988                        | ?                | Neubau |
|      | Synagoge Von-Schildeck-Straße              | Fulda               | Lage                          | 1987                        | ?                | Wurde in ehemaligem jüdischem Schulhaus im ersten Stock eingerichtet. |
|      | Synagoge Wilhelmstraße 11                  | Hanau               | Koordinaten fehlen! Hilf mit. | 2005                        | ?                | Wurde in einem älteren, bestehenden Gebäude eingerichtet. |

Synagoge und Jüdisches Zentrum Bad Homburg
Bad Homburg vor der Höhe
2019

### Mecklenburg-Vorpommern
(Siehe auch Liste der Synagogen in Mecklenburg-Vorpommern, in der auch alle ehemaligen Synagogen des Bundeslandes aufgelistet sind.)
| Bild | Name                                         | Stadt bzw. Gemeinde | Lage                          | Baujahr bzw. Inbetriebnahme | Ausrichtung | Bemerkung / Zerstörung / Vorherige Nutzung |
| ---- | -------------------------------------------- | ------------------- | ----------------------------- | --------------------------- | ----------- | --- |
|      | Neue Synagoge Schwerin                       | Schwerin            | Lage                          | 2008                        | ?           | Neubau. Steht an der Stelle der 1938 durch Nazis zerstörten Synagoge von 1819. Die Ruine musste eigenhändig durch die Gemeindemitglieder abgetragen werden. |
|      | Neue Synagoge Rostock in der Augustenstr. 20 | Rostock             | Koordinaten fehlen! Hilf mit. | 2004                        | ?           | Synagoge, Gemeindehaus |

### Niedersachsen
| Bild | Name                                               | Stadt bzw. Gemeinde | Lage | Baujahr bzw. Inbetriebnahme | Ausrichtung       | Bemerkung / Zerstörung / Vorherige Nutzung                                                                    |
| ---- | -------------------------------------------------- | ------------------- | ---- | --------------------------- | ----------------- | --- |
|      | Synagoge Celle                                     | Celle               | Lage | 1740                        | ?                 | Wurde 1938 verwüstet. 1945 wiederhergestellt.                                                                 |
|      | Synagoge der Liberalen Jüdischen Gemeinde Hannover | Hannover            | Lage | 2009                        | liberal           | Befindet sich in den Räumlichkeiten der zur Synagoge umgebauten ehemaligen evangelischen Gustav-Adolf-Kirche. |
|      | Synagoge in der Haeckelstraße                      | Hannover            | Lage | 1960                        | Einheitsgemeinde  | Neubau |
|      | Synagoge der Bucharischen Gemeinde Hannover        | Hannover            | Lage | 2013                        | Bucharische Juden | Umbau der 2009 entwidmeten Maria-Magdalenen-Kirche in „Blaue Synagoge“                                        |
|      | Synagoge Osnabrück                                 | Osnabrück           | Lage | 1969, 2008–2010 erweitert   | ?                 | |
|      | Synagoge Leo-Trepp-Straße                          | Oldenburg           | Lage | 1995                        | ?                 | Wurde in einer ehemaligen Baptisten-Kapelle von 1867 eingerichtet.                                            |
|      | Synagoge Angerstraße                               | Göttingen           | Lage | 2008                        | liberal           | Synagoge wurde 1826 in Bodenfelde erbaut und 2008 nach Göttingen umgesetzt.                                   |
|      | Braunschweiger Synagoge                            | Braunschweig        | Lage | 2006                        | ?                 | Neubau. Die Synagoge befindet sich im Inneren des Gemeindehauses.                                             |
|      | Synagoge Hameln                                    | Hameln              | Lage | 2011                        | Reform            | Synagoge der Jüdischen Gemeinde Hameln.                                                                       |
|      | Wolfsburger Synagoge                               | Wolfsburg           | Lage | 2007                        | Orthodox          | Synagoge der Orthodoxe Jüdische Gemeinde zu Wolfsburg.                                                        |

### Nordrhein-Westfalen
| Bild | Name                                                                    | Stadt bzw. Gemeinde | Lage | Baujahr bzw. Inbetriebnahme | Ausrichtung                    | Bemerkung / Zerstörung / Vorherige Nutzung |
| ---- | ----------------------------------------------------------------------- | ------------------- | ---- | --------------------------- | ------------------------------ | --- |
|      | Synagoge Beit Tikwa                                                     | Bielefeld           | Lage | 2008                        | Einheitsgemeinde               | Befindet sich im umgebauten Gebäude der ehemaligen evangelischen Paul-Gerhardt-Kirche                                                           |
|      | Synagoge Klosterstraße                                                  | Münster             | Lage | 1961                        | ?                              | Neubau. Steht an der Stelle, an der am 10. November 1938 eine Synagoge von 1880 niedergebrannt wurde.                                           |
|      | Synagoge Gemarker Straße                                                | Wuppertal           | Lage | 2002                        | Einheitsgemeinde               | Neubau |
|      | Synagoge Duisburg                                                       | Duisburg            | Lage | 1999                        | Einheitsgemeinde               | Neubau |
|      | Neue Synagoge                                                           | Aachen              | Lage | 1995                        | Einheitsgemeinde               | Der Neubau steht an der Stelle der 1861 eingeweihten und 1938 zerstörten Alten Synagoge                                                         |
|      | Synagoge Köln                                                           | Köln                | Lage | 1899                        | orthodox                       | In der Nacht zum 10. November 1938 wurde die Synagoge in Brand gesetzt und brannte aus. Ruine blieb stehen. 1959 wieder eröffnet.               |
|      | Synagoge Ottostraße                                                     | Köln                | Lage | 2003                        | ?                              | Neubau |
|      | Synagoge der Jüdischen Liberalen Gemeinde Köln Gescher LaMassoret e. V. | Köln-Riehl          | Lage | 2003                        | Liberal                        | ehemaliges evangelisches Gemeindehaus |
|      | Neue Synagoge                                                           | Düsseldorf          | Lage | 1958                        | Einheitsgemeinde               | Neubau |
|      | Synagoge Pipinstraße                                                    | Paderborn           | Lage | 1957                        | ?                              | Neubau |
|      | Synagoge am Polizeipräsidium                                            | Recklinghausen      | Lage | 1997                        | Einheitsgemeinde               | Befindet sich nah an der Stelle, an der 1938 die Synagoge zerstört wurde. Eingerichtet in einem jüdischen Gebäude aus den frühen 1950er Jahren. |
|      | Synagoge Wiedstraße                                                     | Krefeld             | Lage | 2008                        | ?                              | Neubau |
|      | Synagoge Albertusstraße                                                 | Mönchengladbach     | Lage | 1967                        | ?                              | Standort liegt unweit der 1938 zerstörten Synagoge. Synagoge wurde in bestehendem Gebäude eingerichtet.                                         |
|      | Synagoge Kampstraße                                                     | Minden              | Lage | 1958                        | ?                              | Standort liegt neben dem der 1938 zerstörten Synagoge. Synagoge wurde in noch erhaltenem Gemeindehaus eingerichtet.                             |
|      | Neue Synagoge Gelsenkirchen                                             | Gelsenkirchen       | Lage | 2007                        | Einheitsgemeinde - orth. Ritus | Neubau. Am Standort wurde 1939 eine Synagoge von 1885 bis auf die Grundmauern niedergebrannt.                                                   |
|      | Synagoge Herford                                                        | Herford             | Lage | 2010                        | ?                              | Neubau. Am Standort wurde 1939 eine Synagoge zerstört.                                                                                          |
|      | Synagoge Potthofstraße                                                  | Hagen               | Lage | 1960                        | Einheitsgemeinde               | Neubau. |
|      | Synagoge Prinz-Friedrich-Karl Straße                                    | Dortmund            | Lage | 1956                        | Einheitsgemeinde               | Neubau |
|      | Synagoge (Bonn)                                                         | Bonn                | Lage | 1959                        | ?                              | Neubau |
|      | Synagoge Erich-Mendel-Platz                                             | Bochum              | Lage | 2008                        | ?                              | Neubau |
|      | Neue Synagoge (Essen)                                                   | Essen               | Lage | 1959                        | ?                              | Neubau. Am Standort wurde 1938 ein jüdisches Jugendzentrum zerstört.                                                                            |
|      | Neue Synagoge Neuss                                                     | Neuss               |      | 2021                        | ?                              | Neubau. Erste Synagoge in Neuss seit 83 Jahren.                                                                                                 |
|      | Synagoge der Jüdischen Gemeinde „haKochaw“ für den Kreis Unna           | Unna                |      | 2009                        | liberal                        | Ehemaliges Evangelisches Gemeindehaus „Bodelschwinghhaus“                                                                                       |

### Rheinland-Pfalz
| Bild | Name                              | Stadt bzw. Gemeinde    | Lage | Baujahr bzw. Inbetriebnahme | Ausrichtung | Bemerkung / Zerstörung / Vorherige Nutzung |
| ---- | --------------------------------- | ---------------------- | ---- | --------------------------- | ----------- | --- |
|      | Synagoge Ahrweiler                | Bad Neuenahr-Ahrweiler | Lage | 1894                        | ?           | Am 10. November 1938 verbrannten SA Männer das Inventar und zerstörten die Fenster. Der Bürgerverein Synagoge e. V. erwarb das Gebäude 1981. in den Jahren bis 1990 wurde es in Zusammenarbeit mit dem Landesamt für Denkmalspflege renoviert und dient heute als Ort für Kulturveranstaltungen. |
|      | Synagoge Kaiserstraße             | Trier                  | Lage | 1957                        | ?           | Neubau |
|      | Synagoge und Gemeindehaus Koblenz | Koblenz                | Lage | 1947                        | ?           | Wurde 1947 in der Trauerhalle von 1925 eingerichtet. |
|      | Synagoge Bad Kreuznach            | Bad Kreuznach          | Lage | 2002                        | ?           | Wurde in einer ehemaligen US-Kaserne eingerichtet |
|      | Neue Synagoge Mainz               | Mainz                  | Lage | 2010                        | ?           | Neubau. Am Standort wurde 1938 die Mainzer Hauptsynagoge zerstört. Danach war ab 1961 in der Forsterstraße eine Synagoge in dem Gebäude, in dem nach der Zerstörung der Synagoge 1938 das Gemeindeleben stattfand.                                                                               |
|      | Weisenauer Synagoge               | Mainz-Weisenau         | Lage | 1996                        | ?           | 1737/38 errichtet. Wurde 1938 nicht angezündet wegen der Nähe zu den direkt angrenzenden Gebäuden. Diente in der Nachkriegszeit als Schuppen, Lager und Hühnerstall. Ab 1992 restauriert, 1996 neu geweiht.                                                                                      |
|      | Synagoge Beith-Schalom            | Speyer                 | Lage | 09.11.2011                  | ?           | Zeitlich die vierte Synagoge in Speyer. Der dritte Vorgängerbau wurde am 9. November 1938 durch die Nazis zerstört. Von der zweiten romanischen Synagoge steht noch eine Wand und daneben die Mikwe.                                                                                             |
|      | Synagoge Worms                    | Worms                  | Lage | 1947                        | ?           | Der zwischen 1938 und 1942 zerstörte Ursprungsbau war eine der ältesten Synagogen Deutschlands. Von 1958 bis 1961 wurde das spätromanische Gebäude in den alten Formen wieder aufgebaut. |

### Saarland
| Bild | Name                                  | Stadt bzw. Gemeinde | Lage | Baujahr bzw. Inbetriebnahme | Ausrichtung | Bemerkung / Zerstörung / Vorherige Nutzung |
| ---- | ------------------------------------- | ------------------- | ---- | --------------------------- | ----------- | ------------------------------------------ |
|      | Gemeindehaus und Synagoge Saarbrücken | Saarbrücken         | Lage | 1951                        | ?           |                                            |

### Sachsen
| Bild                                                                   | Name                                            | Stadt bzw. Gemeinde | Lage | Baujahr bzw. Inbetriebnahme | Ausrichtung                         | Bemerkung / Zerstörung / Vorherige Nutzung |
| ---------------------------------------------------------------------- | ----------------------------------------------- | ------------------- | ---- | --------------------------- | ----------------------------------- | --- |
|                                                                        | Synagoge und Gemeindezentrum Hasenberg          | Dresden             | Lage | 2001                        | ?                                   | Neubau. Am Standort wurde am 9. November 1938 eine Synagoge niedergebrannt. Die Ruine wurde noch 1938 gesprengt.                                                       |
|                                                                        | Jüdische Kultusgemeinde Dresden                 | Dresden             | Lage | 2023                        | chassidisch-liberal/neo-chassidisch | Umgewidmeter Bahnhofsbau am Alten Leipziger Bahnhof, von dem im 3. Reich die Transporte der Jüdinnen und Juden in die KZs starteten. Jetzt ein Ort jüdischen Lebens.   |
|                                                                        | Synagoge und Gemeindezentrum Stollberger Straße | Chemnitz            | Lage | 2002                        | ?                                   | Neubau aus dem Jahr 2002. Sie befindet sich auf dem Gelände, auf dem 1961 das Gemeindehaus errichtet wurde.                                                            |
| Wochentags-Synagoge, Görlitz. Bildnachweis: Alex Jacobowitz, Mai, 2021 | Wochentags-Synagoge, Otto-Mueller-Straße 3      | Görlitz             |      | 1911. 2021 wieder.          | Liberal-Orthodox                    | Teil von der Neue Görlitzer Synagoge, in 1911 bebaut. 1938 geschändet. 2021 wiedereröffnet.                                                                            |
|                                                                        | Brodyer Synagoge                                | Leipzig             | Lage | 1904                        | Orthodox                            | Am 9. November 1938 Fenster zerstört und der Betsaal verwüstet, danach profaniert und bis 1945 als Seifenfabrik genutzt, im Oktober 1945 als Synagoge wieder eröffnet. |

### Sachsen-Anhalt
| Bild | Name                    | Stadt bzw. Gemeinde | Lage | Baujahr bzw. Inbetriebnahme | Ausrichtung | Bemerkung / Zerstörung / Vorherige Nutzung                                                                       |
| ---- | ----------------------- | ------------------- | ---- | --------------------------- | ----------- | --- |
|      | Synagoge Humboldtstraße | Halle (Saale)       | Lage | 1953                        | ?           | Gemeinde richtete sich 1894 im zur Trauerhalle gebauten Gebäude ein, welches 1953 zur Synagoge umgewandelt wurde |
|      | Weill-Synagoge          | Dessau              | Lage | 2023                        | ?           | Der Neubau ergänzt das 1908 erbaute Kantorhaus/Rabbinerhaus, in dem sich zuvor der Gebetsraum befand.            |
|      | Neue Synagoge Magdeburg | Magdeburg           | Lage | 2023                        | orthodox    | |

### Schleswig-Holstein
| Bild | Name                                        | Stadt bzw. Gemeinde | Lage | Baujahr bzw. Inbetriebnahme | Ausrichtung | Bemerkung / Zerstörung / Vorherige Nutzung                                                       |
| ---- | ------------------------------------------- | ------------------- | ---- | --------------------------- | ----------- | ------------------------------------------------------------------------------------------------ |
|      | Synagoge Lübeck                             | Lübeck              | Lage | 1880                        | orthodox    |                                                                                                  |
|      | Synagoge und Gemeindehaus                   | Bad Segeberg        | Lage | 2007                        | liberal     |                                                                                                  |
|      | Betsaal mit Gemeindehaus an der Waitzstraße | Kiel                | Lage | 2019                        | liberal     | Löste die 2008 in einem Gebäude aus den 1950er Jahren eingerichtete Synagoge am Schrevenpark ab. |

### Thüringen
| Bild | Name                 | Stadt bzw. Gemeinde  | Lage | Baujahr bzw. Inbetriebnahme | Ausrichtung | Bemerkung / Zerstörung / Vorherige Nutzung |
| ---- | -------------------- | -------------------- | ---- | --------------------------- | ----------- | --- |
|      | Neue Synagoge Erfurt | Erfurt               | Lage | 1952                        | orthodox    | Neubau, Einweihung am 31. August 1952. Sie wurde an der Stelle der Großen Synagoge Erfurt errichtet, die 1884 gebaut und in der Nacht zum 10. November 1938 ausgeraubt und niedergebrannt wurde. Die Ruine wurde auf Kosten der Gemeinde abgetragen. Heute ist die Neue Synagoge Mittelpunkt der Jüdischen Landesgemeinde Thüringen.                                                                            |
|      | Synagoge Berkach     | Berkach              | Lage | 1854                        |             | Die Synagoge wurde 1854 als Ersatz für eine alte Synagoge errichtet. Sie wurde 1939 unzerstört an die Gemeinde verkauft und später als Schmiede und Lagerraum genutzt. Anfang der 1990er Jahre erfolgte eine umfangreiche Sanierung und am 3. November 1991 wurde das Gebäude als Synagoge feierlich wieder eingeweiht.                                                                                         |
|      | Synagoge             | Mühlhausen/Thüringen | Lage | 1841                        | orthodox    | Nach 1945 wurde die ehemalige Synagoge der jüdischen Landesgemeinde Thüringen übergeben (1947). Seit 1987 gab es Bemühungen um die Restaurierung des Gebäudes, die in den 1990er-Jahren durchgeführt wurde. Am 9. November 1998 konnte das Gebäude wieder eingeweiht werden. Die ehemalige Synagoge und das jüdische Gemeindehaus werden seitdem als Begegnungsstätte mit Ausstellung und Bibliothek verwendet. |